# فتح حمص
فتحت حمص بقيادة الصحابي أبي عبيدة بن الجراح عام 15 هـ (636م). تدعى مدينة حمص التي فتحت أيَّام المسلمين الآن أحياء حمص القديمة، وكانت محاطة آنذاك بخندق يبدأ من قلعة حمص الأثرية مروراً بحي الصفصافة إلى حي باب الدريب ثم إلى حي باب تدمر، ثم يتجه إلى وادي السايح شمالاً. عندما أتى المسلمون لفتح هذه المدينة وجدوا الخندق حولها ممتلئاً بالماء، وعندما جاء وقت الصلاة بدؤوا بالوضوء بماء الخندق الممتلئ بمياه الأمطار وذوبان الثلوج، وكان الوقت شتاءً، فقال أهل حمص وهم من المسيحيين: «جاءنا قومٌ لا طاقة لنا بقتالهم، يستعملون ماءً بارداً جداً». وعرض عليهم المسلمون تسليم المدينة بدون قتال شريطة المحافظة على بيوتهم ودور العبادة وأموالهم وأراضيهم، ولا زال هذا الصلح موجوداً في إحدى كنائس المدينة، ويقول المسلمون أن مدينة حمص فتحت دون قتال، حيث لا زال المسيحيون متواجدين في الأحياء القديمة بالمدينة في وادي السايح وبستان الديوان وقسم من الحميدية.